# 莱索托
莱索托王国，简称莱索托，位处非洲南部，是全世界最大国中国，全境完全被南非共和国包围，接壤边境线909公里长。因地处高原，莱索托也被称为“天空王国”。莱索托这一国名的意思是“说塞索托语的人们”。其曾是英国的殖民地，所以欧洲惯称莱索托为巴苏陀兰。莱索托是英联邦国家成员，1966年10月4日从英国独立。其国土大小为30,355平方公里，2023年人口约221萬646人。莱索托经济落后，为最低度開發國家之一，约有49％的人口生活低于国际贫困线一天1.25美元，而且艾滋病情况严重失控。

## 历史

### 早期历史
目前史学界较为公认的说法是，巴苏陀族是桑人、科伊人和一支自中东部非洲迁徙而来的班图语族人的后裔。
19世纪初，非洲南部的班图人部落之间为了争夺土地与水源，因此爆发了旷日持久的“部落战争”，史称“祖鲁内战”（Zulu Civil War）。1818年，当北方的祖鲁王国在逐渐称雄之时，南方的一些分散在现莱索托（当时称巴苏陀兰）南部的小部落也被莫舒舒一世酋长给征服统一起来。

### 巴苏陀王国早期
1822年，酋长莫舒舒一世建立巴苏陀王国（Basuto）。然而一年过后的1823年开始就爆发一系列与在此定居的荷兰殖民者布尔人的战争，后签定合约。
1853年，再次和英国爆发了小型冲突，后又停战达成和平协议。
1858年，重新爆发和布尔人争夺土地的冲突，并于1865年后愈演愈烈。

### 巴苏陀兰殖民时期
1868年，为了对抗布尔人入侵的威胁，莫舒舒一世请求成为英国的保护地，称为巴苏陀兰。
1870年，莫舒舒一世驾崩。
1871年，英国将巴苏陀兰保护地并入开普殖民地，遭民众强烈抵制，而后不断爆发武装起义。
1884年，鉴于当地情况难以掌控，英国宣布巴苏陀兰成为“高级专员领地”，并将其分为七个行政区，各个分区都派遣英国专员常驻。
1945年，二战结束后，英、法在非洲的殖民统治基础被摧毁。1955年，巴苏陀兰向英方要求归还行政权与立法权。
1959年，英国批准了巴苏陀兰宪法改革的白皮书，规定成立“立宪议会”与“自治政府”（实质上只是形式地下放权力，重要问题依旧由英国专员决策）。是年，颁布了新宪法，开始准备立法机关“立宪议会”的选举。
1960年，“立宪议会”的选举中，巴苏陀兰大会党 （BCP）取得决定性的胜利。
1965年4月29日，举行了巴苏陀兰第一次全国普选性质的议会选举，因南非政府的财力物力支持，巴苏陀兰国民党（BNP）取得了多数党席位，次日建立了自治政府，大酋长莫舒舒二世的国王地位得到确认。

### 莱索托王国时期
1966年10月4日，莫舒舒二世宣布独立，立国号为莱索托王国，行君主立宪制，巴索托国民党领导人莱布阿·乔纳森任首相。1970年1月，乔纳森在独立后的选举中失去多數黨地位。1970年2月，乔纳森拒绝交出权力，反而宣布进入紧急状态，并自宣为国家元首。国王莫舒舒二世被软禁，后流亡。1970年6月，莫舒舒二世表示愿意接受不再参政的要求，于12月回国，而乔纳森则实行独裁统治。1973年3月，迫于国内外舆论压力下，乔纳森开始组建“临时国民议会”起草新宪法。1973年7月，乔纳森宣布取消紧急状态。
1986年1月1日，莱索托发生军事政变，贾斯丁·莱哈尼耶将军推翻乔纳森政府。随后“临时国民议会”被军事委员会取代。1988年4月，莱索托五个主要反对党要求恢复文职政府。不久，巴索托大会党领导人恩祖·莫赫勒结束流亡回国。1990年2月，军政府与国王争权，莫舒舒二世被剥夺了立法权和行政权。11月，军政府废黜莫舒舒二世，立其长子莱齐耶三世为国王。1991年4月30日，再度爆发军事政变，莱哈尼耶下台，埃利亚斯·拉马艾马（Elias Ramaema）上校任军事委员会主席。1992年6月，军事委员会宣布将于11月举行大选。并遣人到伦敦请国王莫舒舒二世回国。1993年3月，军政府还政于民举行第二次大选。巴索托大会党（BCP）党主席恩祖‧莫赫勒出任首相。
1994年初，士兵因对军饷和待遇不满而爆发军队内部冲突。当年8月，莱齐耶三世趁乱发动政变，夺回政权，宣布重选议会，并提出恢复莫舒舒二世的王位。1995年1月25日，莫舒舒二世复位。1996年1月，莫舒舒二世遇车祸身亡。2月，莱齐耶三世再度登基。
1998年5月，举行第三次大选，莱索托民主大会党的帕卡利塔·莫西西里出任首相。反对党抵制新政府，军人哗变，该国再度爆发军事政变。
2002年5月，按照混合选举模式顺利举行大选，莱索托民主大会党仍然取胜，党首帕卡利塔·莫西西里出任首相。
2007年2月17日，举行新一届议会选举。莱索托民主大会党又赢得议会120个席位中的61席，全巴苏陀大会党赢得17个席位。

## 地理

### 位置
莱索托位处非洲南部。面积30,355平方公里，为高原内陆国家，四周国境线完全被南非包围。

### 地貌

莱索托王国地貌图

莱索托地势崎岖，东高西低，山地占58%，平原占17%，丘陵15%，河谷地带约占10%。可耕地面积为24万公顷，约占全国面积的13%。
东北部为海拔1,800-3,000米的山地和高原，是奥兰治河和图盖拉河的发源地；
西南部沿边界有宽约40公里的狭长丘陵地带，全国70%人口集中在此。

### 气候
莱索托属亚热带季风性湿润气候。5～9月为旱季，10～4月为雨季，最高气温33℃，最低-7℃。

## 政治

### 宪法
现行宪法于1993年3月颁布生效。宪法规定：国王为国家元首和立宪君主，内阁为行政机构，首相为政府首脑。

### 政府
内阁主要成员有：
- 首相兼国防、警察与国家安全大臣
- 副首相兼地方政府、酋长与议会事务大臣
- 妇女、青年、体育与娱乐大臣
- 发展计划大臣
- 公共服务大臣
- 能源、气象与水务大臣
- 财政大臣
- 旅游、环境与文化大臣
- 公共工程与运输大臣
- 法律、人权及宪法事务大臣
- 通讯与科技大臣
- 林业与土地开发大臣
- 贸易、工业、合作社与市场部大臣
- 矿业大臣
- 农业与粮食安全大臣
- 教育与培训大臣
- 社会发展大臣
- 就业与劳工大臣
- 首相府大臣
- 司法及教化大臣
- 外交和国际事务大臣
- 卫生大臣
- 内政大臣

### 议会
实行两院议会制。

賴索托参议院有33个席位，由国王根据首相建议指定的11名议员和22名大酋长组成。

众议院由120名议员组成，议员通过选区代表制和比例代表制选举产生，任期5年。

### 政党
注册政党共有19个，其中12个政党在本届议会中占有席位。7个主要政党分别为：
- 巴索托国民党（Basotho National Party）执政党
- 全巴索托大会党（All Basotho Convention Party）执政党
- 莱索托民主大会党（Lesotho Congress for Democracy）执政党
- 民主大会党（ Democratic Congress ）
- 民族独立党（National Independent Party）
- 莱索托工人党（英语：Lesotho Workers' Party） （Lesotho Workers Party）
- 其余一些规模较小的政党有：巴苏陀兰大会党、莱索托人民大会党、马里马特卢-自由党、莱索托共产党、全民主集团党等。

### 外交政策
由于地理位置的限制，莱索托的政治和经济发展非常依赖于南非，且两国之间的关系是友好的。大部分西方国家都与莱索托保持外交关系，但只有中国等少数国家在该国开设大使馆。部分國家對莱索托的事務則會交由它們駐南非的外交機構處理。
莱索托是南部非洲发展共同体和南部非洲关税联盟的成员国。此外，莱索托也是联合国会员国，非洲联盟和英联邦等组织的成员。
1983年4月30日，莱索托與中華人民共和國建交。1990年4月莱索托宣布與中華民國復交，中華人民共和國政府即宣布中止与莱索托的外交关系。1994年1月12日，中華人民共和國、賴索托两国政府决定恢复大使级外交关系。

## 行政区划
全国划为10个行政区。目前地方政府机构尚未建立，主要由酋长管理地方行政事务，现全国共有1,084名酋长。
| 排名 (人口) | 区名           | 英文                   | 首府         | 英文          | 面积 (平方公里) | 人口 (2001年) |
| ----------- | -------------- | ---------------------- | ------------ | ------------- | --------------- | ------------- |
| 1           | 马塞卢区       | Maseru District        | 马塞卢       | Maseru        | 4,279           | 477,599       |
| 2           | 萊里貝區       | Leribe District        | 莱里贝       | Leribe        | 2,828           | 362,339       |
| 3           | 伯里亞區       | Berea District         | 泰亚泰亚嫩   | Teyateyaneng  | 2,222           | 300,557       |
| 4           | 馬費滕區       | Mafeteng District      | 马费滕       | Mafeteng      | 2,119           | 238,946       |
| 5           | 莫哈萊斯胡克區 | Mohale's Hoek District | 莫哈莱斯胡克 | Mohale's Hoek | 3,530           | 206,842       |
| 6           | 古廷區         | Quthing District       | 古廷         | Quthing       | 2,916           | 140,641       |
| 7           | 塔巴-采卡區    | Thaba-Tseka District   | 塔巴采卡     | Thaba-Tseka   | 4,270           | 133,680       |
| 8           | 布塔-布泰區    | Butha-Buthe District   | 布塔布泰     | Butha-Buthe   | 1,767           | 126,907       |
| 9           | 莫霍特隆區     | Mokhotlong District    | 莫霍特隆     | Mokhotlong    | 4,075           | 89,705        |
| 10          | 加查斯内克區   | Qacha's Nek District   | 加查斯内克   | Qacha's Nek   | 2,349           | 80,323        |

## 经济
因1998年爆发的选举冲突，导致部分军人哗变，爆发动乱，经济停摆。2000年后，经济增长始终徘徊在3－4%之间，为低速恢复性增长。

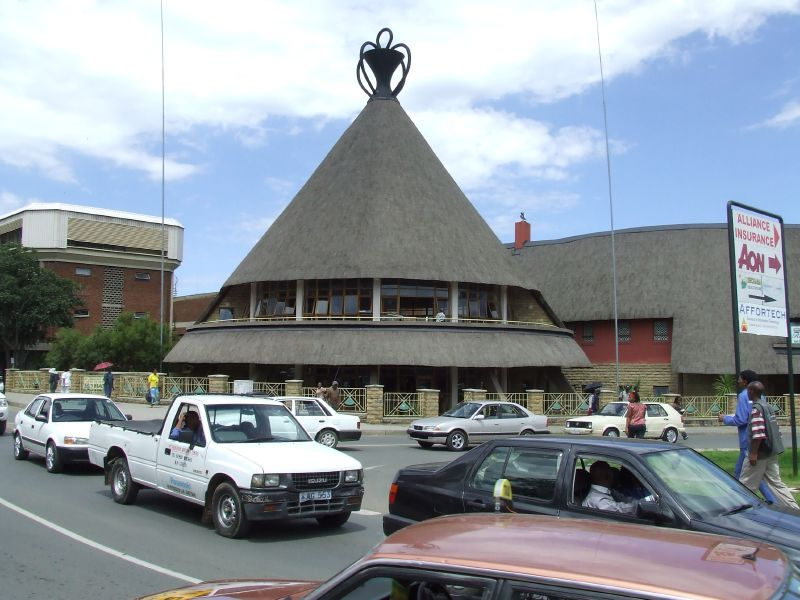
HatShop菜市场

### 国民生产总值
国民收入主要来源于前去南非工作的矿工的侨汇、农业收入、南部非洲关税联盟的关税分成以及外国援助。
政府财政支出占GDP的27%。

### 农业

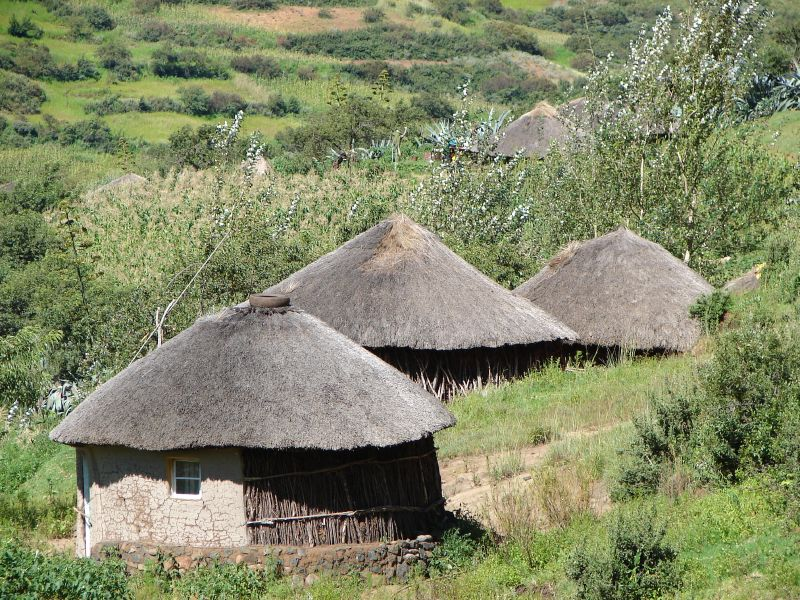
乡村传统草棚住房

国内有8成以上居民居住在农村地区从事农业，但是由于水土流失和连年天灾，粮食仍然经常性不够自给，超过七成依赖从南非进口，价格较高，无法满足人民的需求，因此常年饥荒。
农业产品主要有：玉米，小麦，豆类，高粱，大麦，家畜等。农业产值占GDP比值为7.4%。

### 工业
国内失业率高达25%。青壮年人口艾滋病感染率居世界第三，造成大量劳动力消失，全国劳动人口仅为874,200。
近年来，以台资为主的制衣业迅速发展，对美纺织品出口跃居非洲南部第一，成为国民经济支柱产业，每年创汇5亿美元。但受南非兰特升值、美国延长“非洲增长与机会法案”允许非洲最不发达国家企业利用第三国原料生产出口美国纺织产品的优惠期延长和世界纺织品一体化等不利因素影响，2010年以来，制衣业陷入困境。
2013年，出口总额为941,200,000美元，主要出口制成品（成衣，鞋类），羊毛和马海毛，食品和活畜，电力，水利，钻石等。

### 服务业
政府鼓励发展旅游业，近年修建了一些旅馆和山区度假村以及一座国家公园，游客多来自南非，2012年莱旅游收入达6亿马洛蒂（约7,300万美元）。該國全域位處於海拔1,000米以上，讓它成為非洲罕見冬天會下雪的地方，而且雪量充足，可以支持非洲鮮有的滑雪度假村。
2006年有约5.2万劳工前去南非从事矿业工作赚取外汇。
也有部分女性被强迫跨国提供卖淫服务。政府也一直严厉管控性压迫犯罪。

### 外国援助
双边援助主要由英国、美国、爱尔兰、德国、日本等国提供；多边援助主要来自欧盟、非洲发展基金、世界粮食计划署和国际开发协会。
- 2011年，世界银行向莱提供约5000万美元援助，用于教育、卫生、农业、边境安全设施及麦特隆大坝项目的建设。
- 2013年6月，世界银行向莱提供1.8亿马洛蒂无偿援助，帮助莱实施首个发展政策执行计划；同月沙特阿拉伯通过世界粮食计划署向莱提供价值19.6万美元的粮食援助。
- 2013年7月，与欧盟签订协议，欧盟将提供680万欧元，助其修建供、排水系统。

## 社会

### 基础设施

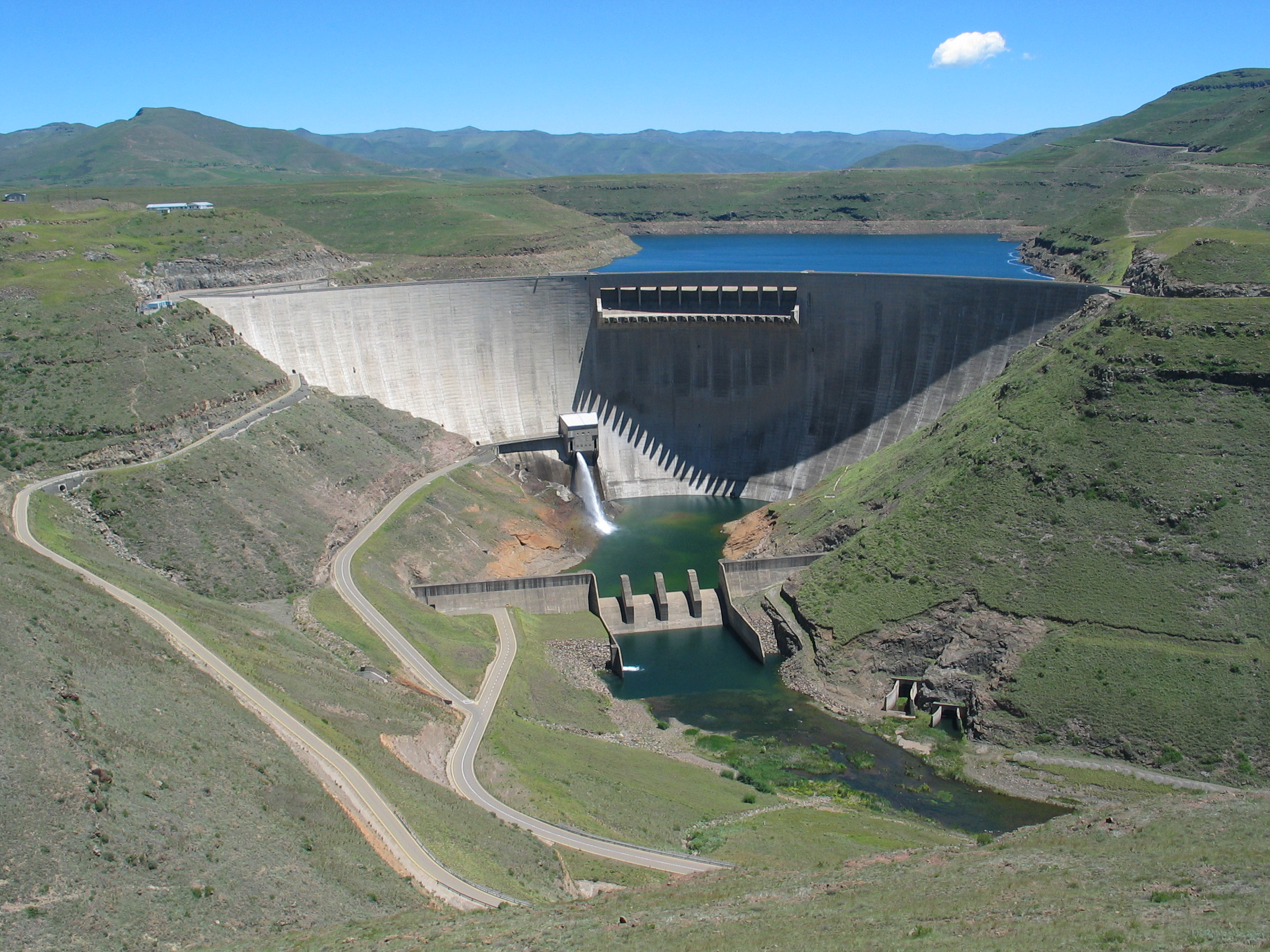
Katse水坝

境内的高原水利工程于1991年动工，是非洲最大的水利工程之一，由莱索托和南非共同出资兴建。
距首都马塞卢约35公里的麦特隆大坝及供水项目（MDWSP）建设始于2010年底，资金大部分由外国援助，定于2014年营运。中国水电集团以8000万美元承包了大坝主体及原水泵站工程。

### 交通
公路

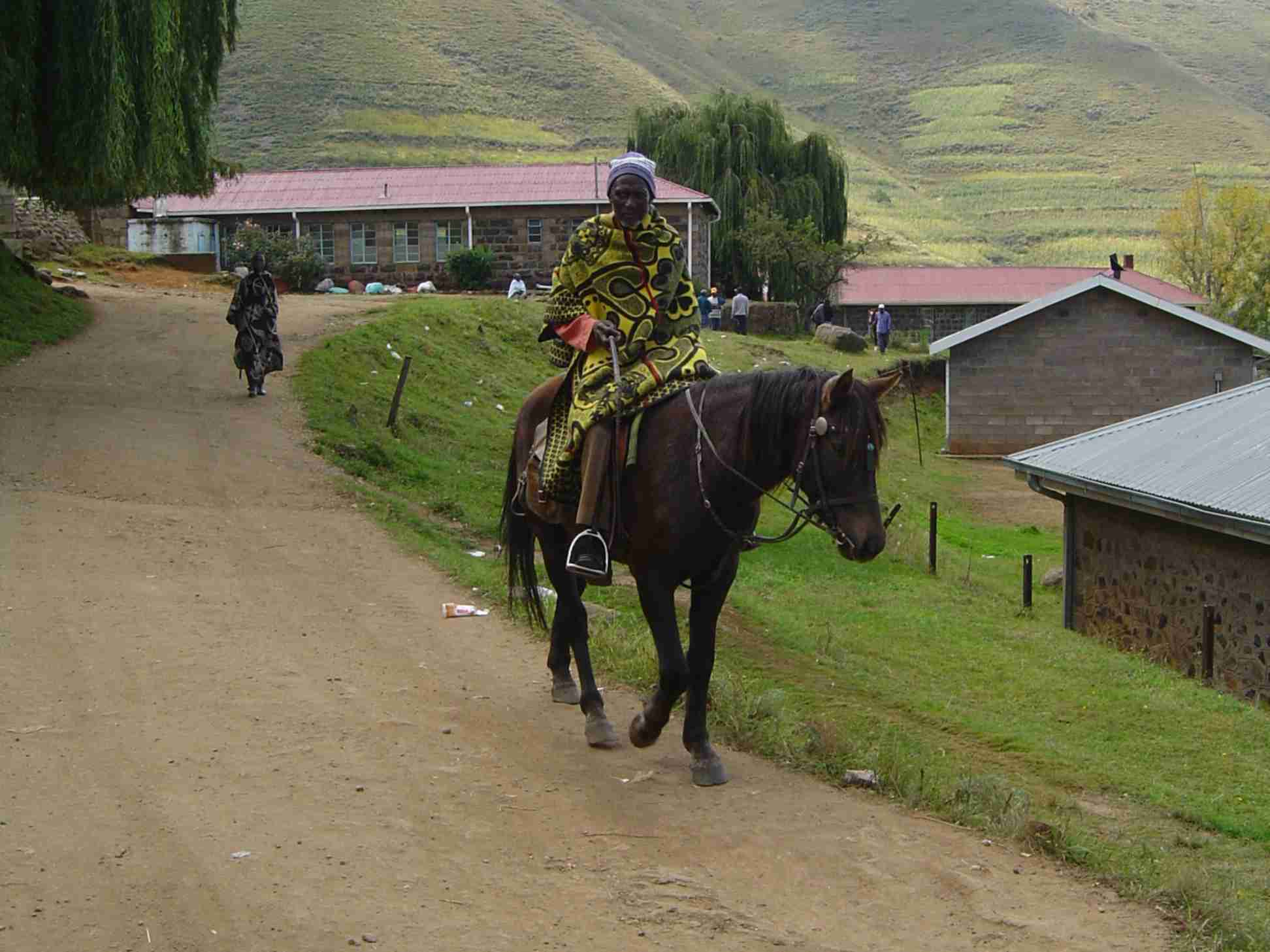
莱索托路上的骑马者

总长5,940公里，其中已铺设的柏油路1069公里，其余为砂石路与土路。
铁路
莱无独立铁路系统，仅有南非延伸至首都马塞卢的2.6公里铁路运送进出口物资。
航空
国内共规划24座机场，已营运的有3座，位于首都马塞卢的莫舒舒一世国际机场可起降中型民航客机。

## 人口

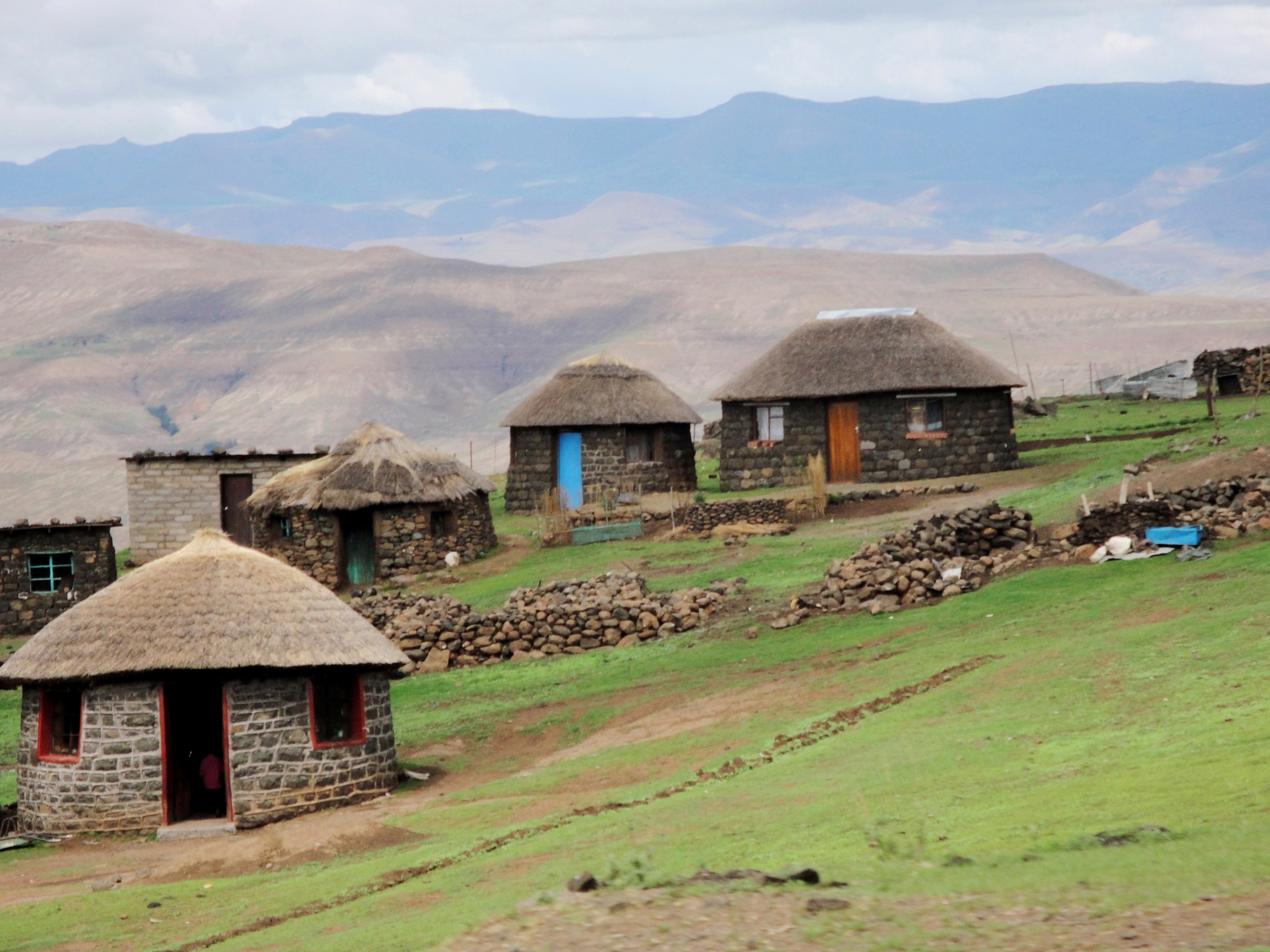
Lesotho mountain village

### 人口数量
莱索托人口约1,942,008。
国民99.7%人口属班图语系的巴苏陀族和祖鲁族，并有少量欧洲人与亚洲人。
城镇化人口为27.6％ ，其余居住在较落后的农村地区。

### 语言及宗教
英语、塞索托语都是莱索托王国的官方语言。
居民大部分信仰基督教，佔全國人口93%，其中新教佔52%，天主教佔41%；少数信仰伊斯兰教与原始宗教，佔全國人口7%。

### 公共衛生
莱索托饱受艾滋病的折磨。2009年艾滋病患者及病毒携带者有26万余人，成年人人口的患病率是23.6％左右，为世界上最高的地区之一。在城市地区，40岁以下的妇女大约50％感染艾滋病毒。
从1990年代开始，莱索托的平均寿命由60岁减至35岁，15-60岁之间死亡的比率为78.65%。而因死亡率高，农业生产也大幅减少。
莱索托医疗条件比较落后，2011年9月始，中国援莱医疗队開始在马塞卢附近莱里贝区的医院进行援助医疗工作。

## 文化

### 教育

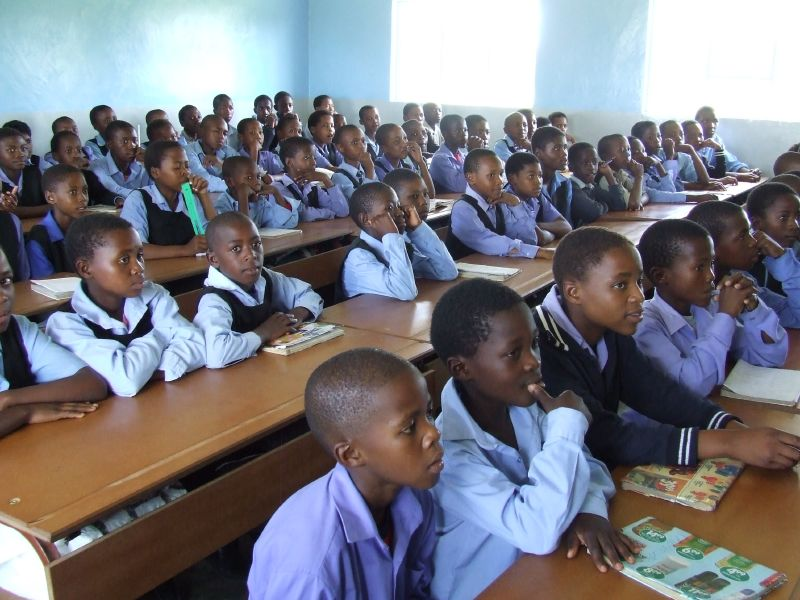
莱索托王国学校教室

2000年起，小学开始逐步实行免费教育，小学入学率为85%，中学为23%。
2001年，国民受教育程度巨幅提高，识字率达89.6%，初级教育普及率达69.3%，教育支出占其GDP总额的13%，在撒哈拉以南非洲国家中位居前列。
2013年，教育预算为19.85亿马洛蒂，占预算总额的23.6%.
高等教育有賴索托國立大學等。

### 传媒
纸质传媒主要有英文报纸《公众眼报》、《时代报》、《镜报》、《观察家》和《今日莱索托》等。塞苏陀文報纸《摩洛蒂》、《摩索托》等10家报刊。
国内有国营电视台1个和国营电台2个，政府控制着大部分广播媒体。
国内手机普及率较高，2009年全国共有76,800个互联网用户。

### 服饰
传统服装为草帽和披毯。
当地人喜欢戴一种草帽，谓之巴索托帽，其被视为莱索托的国家象征，甚至将其图像置于国旗的中央。帽子呈圆锥形，帽顶有五个草环，帽沿周围布满用当地特有的山草编制而成的装饰花纹。
而披毯非常适合当地昼夜温差较大的气候。寒冷时披上披毯；睡觉时做为被子；下雨时充当雨衣用。

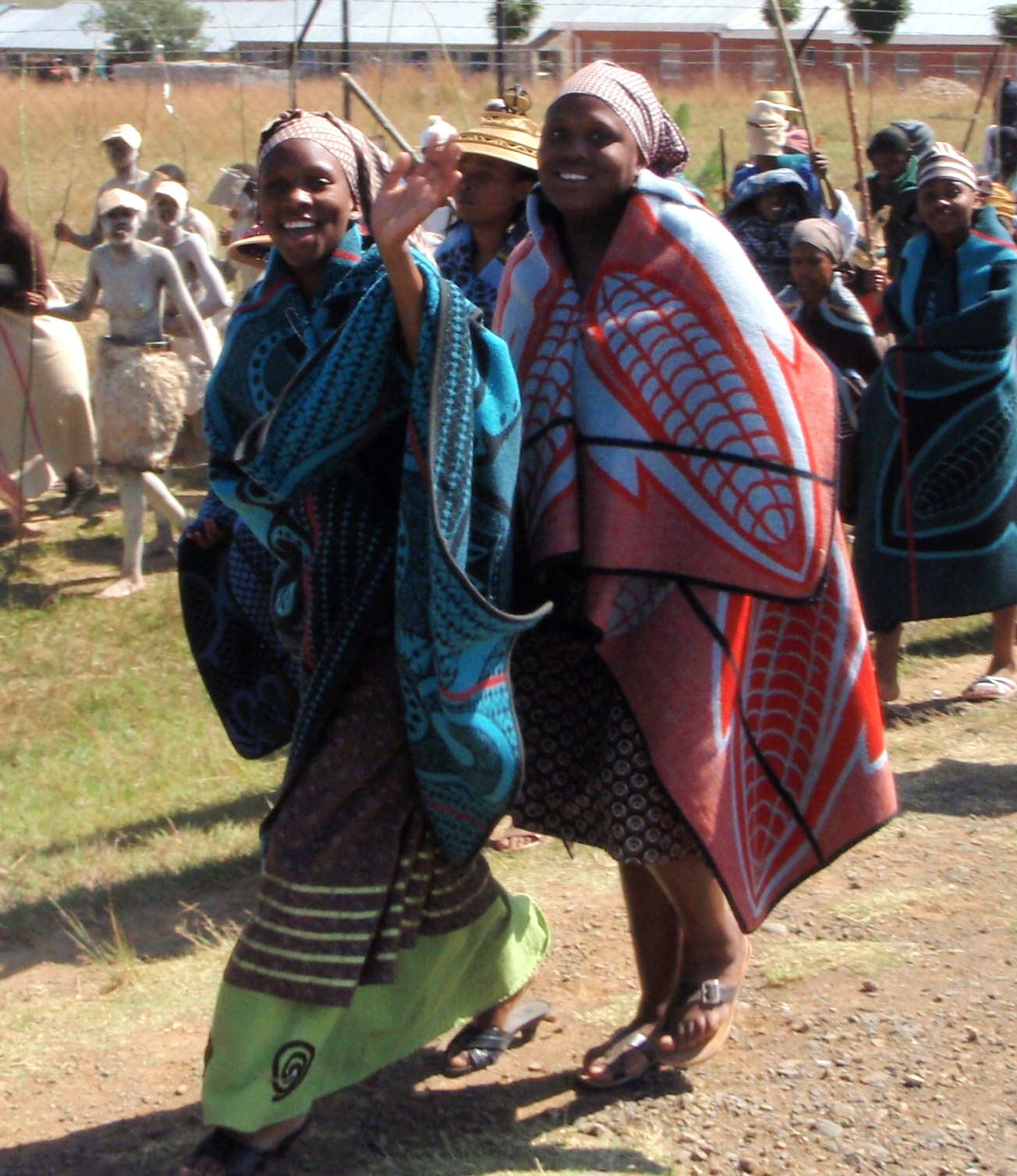
穿着传统服饰披毯的妇女

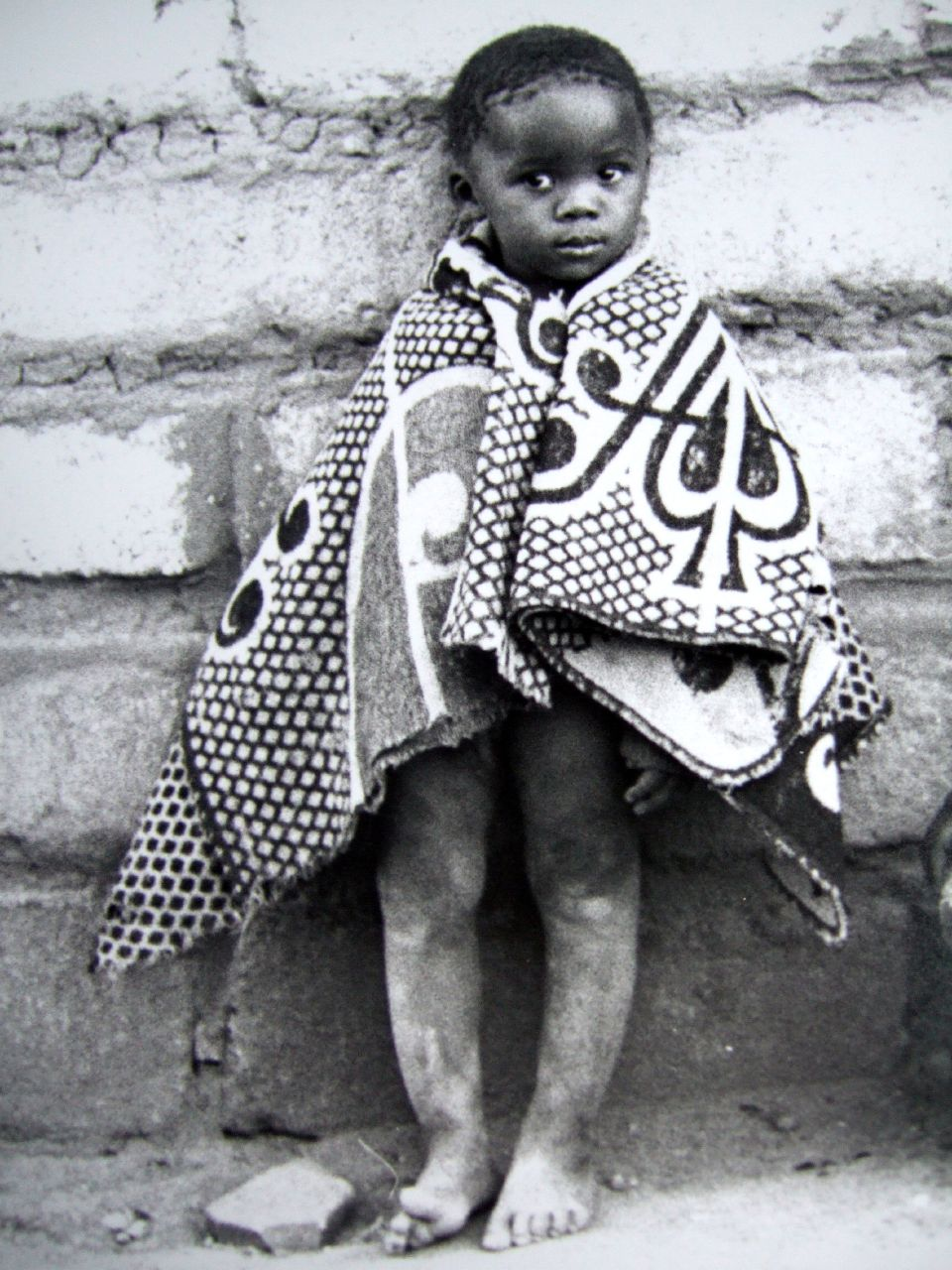
穿着传统服饰披毯的小孩

### 体育
- 2008年北京奥运会有5名运动员参加了拳击和马拉松比赛。
- 莱索托有自己的国家体育代表队，组建了莱索托国家足球队，並以塞索托體育場為主場，但仍未有参与任何国际大赛的记录。

### 婚姻
在莱索托，实行一夫多妻制。但现在绝大多数人只娶一个妻子。现任国王在娶王后时，曾特意表明只娶一个王后，表明自己开始在推动一夫一妻制。